# Nova
Nova là một thị trấn thuộc hạt Zala, Hungary. Thị trấn này có diện tích 39,29 km², dân số năm 2010 là 852 người, mật độ 22 người/km².